# 92e bataillon de tirailleurs sénégalais
Le 92e Bataillon de Tirailleurs Sénégalais (ou 92e BTS) est un bataillon français des troupes coloniales.

## Création et différentes dénominations
- 28/09/1918 : Le bataillon fournit des hommes pour la formation du 131e BTS
- 04/10/1918 : Le bataillon fournit des hommes pour la formation du 112e BTS
- 07/11/1918 : Le bataillon fournit des hommes pour la formation du 135e BTS
- 16/11/1918 : Le bataillon fournit des hommes pour la formation du 136e BTS

### Sources et bibliographie
Mémoire des Hommes